# یانگ جونجینگ
یانگ جونجینگ (انگلیسی: Yang Junjing؛ زادهٔ ۱۵ مهٔ ۱۹۸۹)  بازیکن والیبال زن اهل چین است. وی در بازی‌های المپیک تابستانی ۲۰۱۲ شرکت کرده‌است.